# Národní park Gutulia
Národní park Gutulia (norsky Gutulia nasjonalpark) je druhý nejmenší z norských národních parků. Má rozlohu 23 čtverečních kilometrů a leží v kraji Innlandet. Krajinu tvoří jezera a panenské lesy, ve kterých dominuje smrk, borovice a břízy. Vzhledem k místnímu klimatu je růst pomalý a mnoho smrků je stovky let starých. Parkem vede jediná značená cesta.
Gutulia leží v blízkosti národního parku Femundsmarka a chráněných oblasti na švédské straně hranice.